# Nonstop Dan
Daniel Goz, född 13 maj 1997, mest känd under namnet på hans YouTube-kanal Nonstop Dan, är en svensk-amerikansk flygkritiker, resevloggare, och poddradioproducent från Lerum.

## Biografi
Goz föddes i London till en svensk mamma och en amerikansk pappa, där han bodde fram tills nio års ålder då han sedan flyttade till Lerum, i samband med att hans föräldrar skildes. Kort därefter flyttade pappan till New York, vilket innebar att Goz började flyga dit regelbundet.
I samband med detta började Goz filma på flygplan när han besökte sin pappa, något som enligt honom var starten på hans karriär som YouTubare. Hans YouTube-kanal hette från början Dantorp Aviation, namnet som är hämtat från en skola han gick på, och ordet "aviation", det vill säga engelska för "luftfart". Med närmare en miljon prenumeranterna är Nonstop Dan en av de största flygrelaterade YouTube-kanalerna.
Vid sidan av vloggandet driver Goz podcasten On Air With Dan and Alex tillsammans med hans vän Alex Macherras som jobbar som flyganalytiker.

## Övrigt
Goz är gift med Oskar Ehrnberg, som han vid sidan av Nonstop Dan driver en resevloggkanal med, under namnet "Oskar and Dan". Goz är öppet vegan, något som även är synligt i hans vloggar då han brukar äta specialkost på flyg.
Goz har även medverkat i svenska TV-program som exempelvis Nyhetsmorgon och Malou Efter Tio.